# Gare de Cransac
Gare de Cransac vasútállomás Franciaországban, Cransac településen.

## Vasútvonalak
Az állomást az alábbi vasútvonalak érintik:
- Capdenac-Rodez-vasútvonal

## Kapcsolódó állomások
A vasútállomáshoz az alábbi állomások vannak a legközelebb:
- Gare de Saint-Christophe (Gare de Rodez)
- Gare d’Aubin (Gare de Capdenac)